# Cremastus prolatus
Cremastus prolatus är en stekelart som beskrevs av Dasch 1979. Cremastus prolatus ingår i släktet Cremastus och familjen brokparasitsteklar. Inga underarter finns listade i Catalogue of Life.